# Кальвильо, Синтия
Си́нтия Тафо́йя Кальви́льо (англ. Cynthia Tafoya Calvillo, род. 13 июля 1987 года, Сан-Хосе, штат Калифорния, США) — американский профессиональный боец смешанных единоборств мексиканского происхождения, ранее выступала в Ultimate Fighting Championship в женской наилегчайшей и минимальной весовых категориях.

## Статистика выступлений в MMA
| Боёв 17  | Побед 10 | Поражений 6 |
| -------- | -------- | ----------- |
| Нокаутом | 2        | 2           |
| Сдачей   | 3        | 0           |
| Решением | 5        | 4           |
| Ничьи    | 1        | 1           |

| Результат  | Рекорд | Соперник             | Способ                               | Турнир                                   | Дата             | Раунд | Время | Место                          | Примечание                                                                                 |
| ---------- | ------ | -------------------- | ------------------------------------ | ---------------------------------------- | ---------------- | ----- | ----- | ------------------------------ | ------------------------------------------------------------------------------------------ |
| Победа     | 10–6–1 | Лиза Кириаку         | Единогласное решение                 | HEX Fight Series 32                      | 7 сентября 2024  | 5     | 5:00  | Мельбурн, Австралия            | Завоевала вакантный титул чемпиона HEX в женском наилегчайшем весе                         |
| Поражение  | 9–6–1  | Лупита Годинез       | Раздельное решение                   | UFC 287                                  | 8 апреля 2023    | 3     | 5:00  | Майами, Флорида, США           | Бой в минимальном весе                                                                     |
| Поражение  | 9-5-1  | Нина Нунис           | Раздельное решение                   | UFC on ESPN: Вера vs. Крус               | 13 августа 2022  | 3     | 5:00  | Сан-Диего, Калифорния, США     |                                                                                            |
| Поражение  | 9-4-1  | Андреа Ли            | Технический нокаут (остановка углом) | UFC Fight Night: Холлоуэй vs. Родригес   | 13 ноября 2021   | 2     | 5:00  | Лас-Вегас, Невада, США         |                                                                                            |
| Поражение  | 9-3-1  | Жессика Андради      | Технический нокаут (удары)           | UFC 266                                  | 25 сентября 2021 | 1     | 4:54  | Лас-Вегас, Невада, США         |                                                                                            |
| Поражение  | 9-2-1  | Кэтлин Чукагян       | Единогласное решение                 | UFC 255                                  | 21 ноября 2020   | 3     | 5:00  | Лас-Вегас, Невада, США         |                                                                                            |
| Победа     | 9-1-1  | Джессика Ай          | Единогласное решение                 | UFC on ESPN: Ай vs. Кальвильо            | 13 июня 2020     | 5     | 5:00  | Лас-Вегас, Невада, США         | Возвращение в наилегчайший вес Бой в промежуточном весе (126,25 фунтов), Ай не сделала вес |
| Ничья      | 8-1-1  | Марина Родригес      | Решение большинства                  | UFC on ESPN: Оверим vs. Розенстрайк      | 7 декабря 2019   | 3     | 5:00  | Вашингтон, США                 | Бой в промежуточном весе (120,5 фунтов), Кальвильо не сделала вес                          |
| Победа     | 8-1    | Кортни Кейси         | Единогласное решение                 | UFC on ESPN: Нганну vs. Веласкес         | 17 февраля 2019  | 3     | 5:00  | Финикс, Аризона, США           |                                                                                            |
| Победа     | 7-1    | Полиана Ботелью      | Болевой (удушение сзади)             | UFC Fight Night: Магни vs. Понциниббио   | 17 ноября 2018   | 1     | 4:48  | Буэнос-Айрес, Аргентина        | Бой в промежуточном весе (118 фунтов), Кальвильо не сделала вес                            |
| Поражение  | 6-1    | Карла Эспарса        | Единогласное решение                 | UFC 219                                  | 30 декабря 2017  | 3     | 5:00  | Лас-Вегас, Невада, США         | Кальвильо после боя сдала положительный тест на запрещённые вещества (марихуана)           |
| Победа     | 6-0    | Джоанна Колдервуд    | Единогласное решение                 | UFC Fight Night: Нельсон vs. Понциниббио | 16 июля 2017     | 3     | 5:00  | Глазго, Глазго-Сити, Шотландия | Бой в промежуточном весе (118 фунтов), Колдервуд не сделала вес                            |
| Победа     | 5-0    | Пёрл Гонсалес        | Болевой (удушение сзади)             | UFC 210                                  | 8 апреля 2017    | 3     | 3:45  | Буффало, Нью-Йорк, США         |                                                                                            |
| Победа     | 4-0    | Аманда Купер         | Болевой (удушение сзади)             | UFC 209                                  | 4 марта 2017     | 1     | 3:19  | Лас-Вегас, Невада, США         |                                                                                            |
| Победа     | 3-0    | Монтана Де Ла Роса   | Технический нокаут (удары)           | LFA 1                                    | 13 января 2017   | 3     | 2:54  | Даллас, Техас, США             | Дебют в минимальном весе                                                                   |
| Победа     | 2-0    | Джиллиан Робертсон   | Единогласное решение                 | Global Knockout 8                        | 19 ноября 2016   | 3     | 5:00  | Джэксон, Калифорния, США       | Бой в промежуточном весе (120 фунтов)                                                      |
| Победа     | 1-0    | Джессика Санчес-Бирч | Технический нокаут (удары)           | Global Knockout 7                        | 27 августа 2016  | 2     | 3:21  | Джэксон, Калифорния, США       | Дебют в наилегчайшем весе                                                                  |
| Источники: |        |                      |                                      |                                          |                  |       |       |                                |                                                                                            |